# Färgfabriken

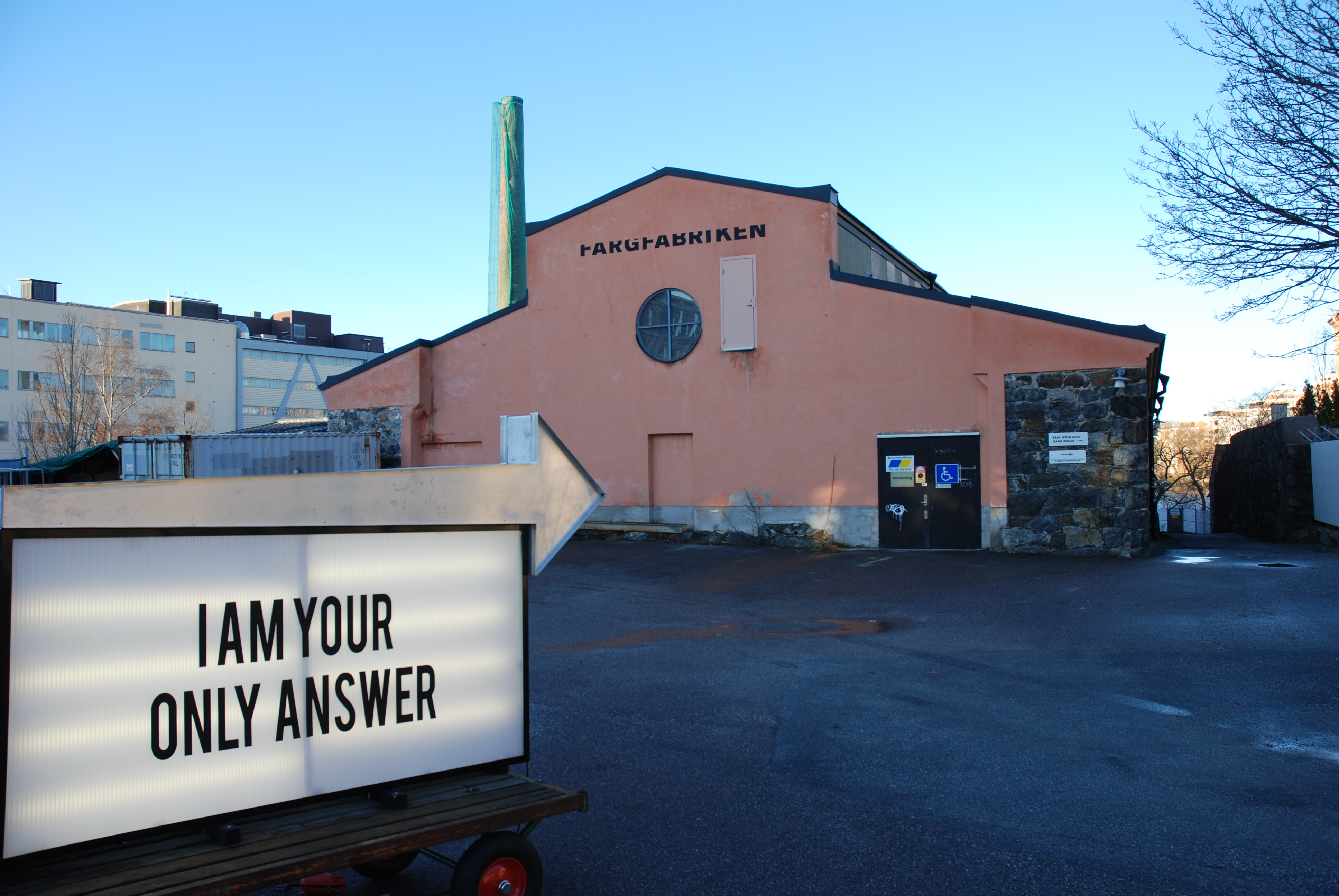
Färgfabriken. Skylten pekar mot utställningen i december 2008 av 2008 års Beckerstipendiat, Ulrika Sparre.

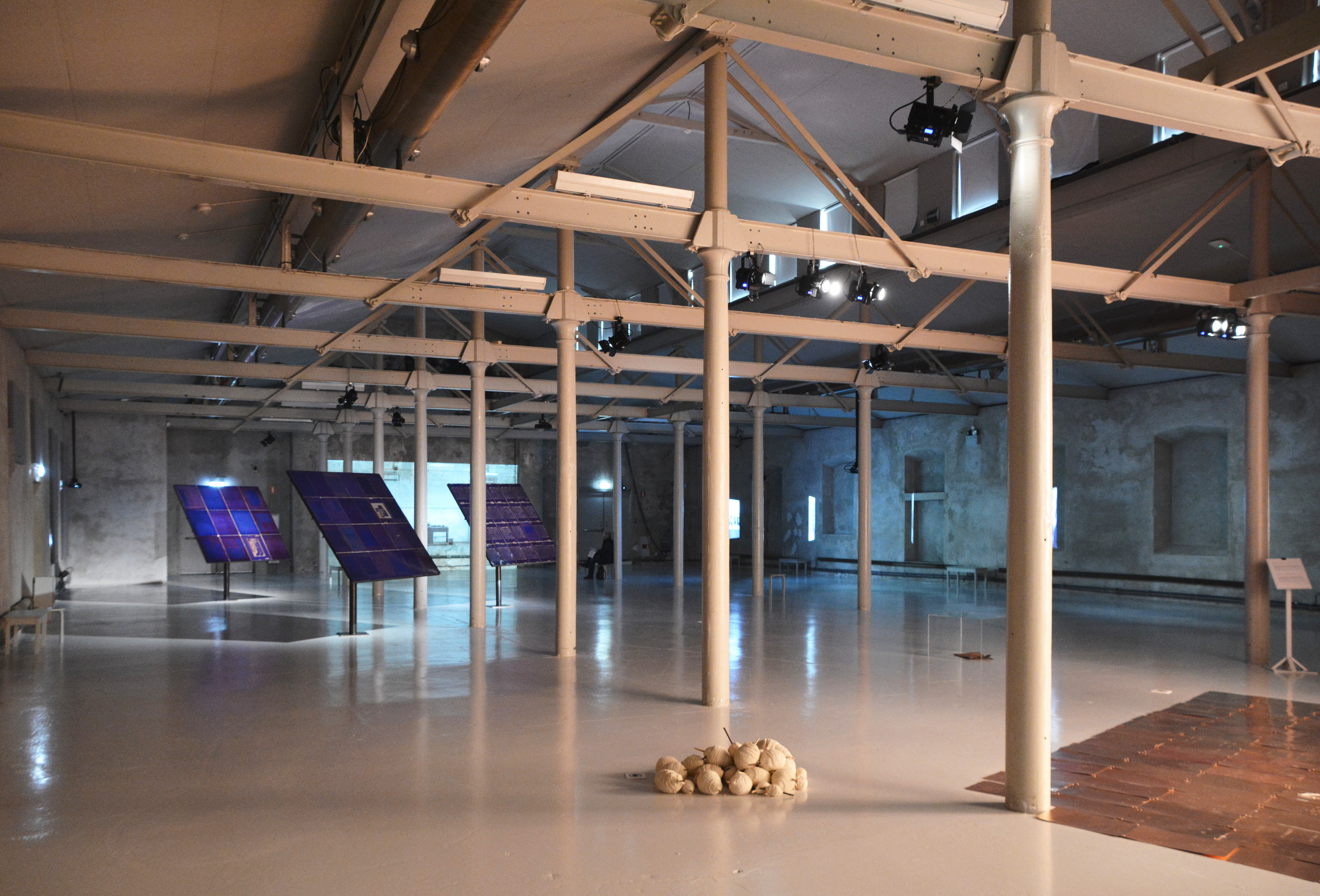
Stora utställningssalen

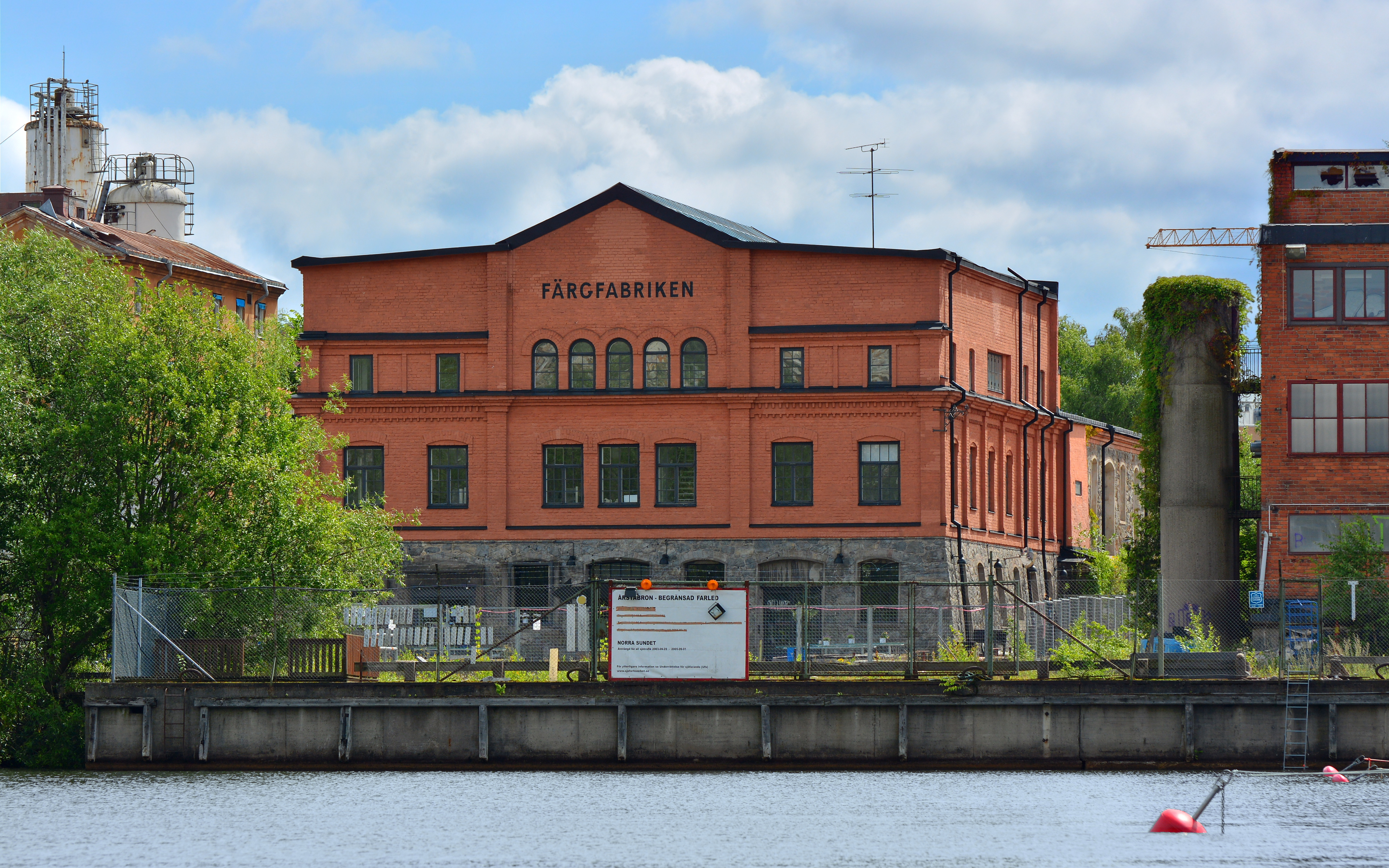
Fasaden mot Liljeholmsviken.

Färgfabriken är en konsthall för samtidskonst, arkitektur, samhällsfrågor och stadsutveckling. Konsthallen är belägen på Lövholmen, ett tidigare industriområde i Liljeholmen, Stockholms kommun. Lokalerna inhyste fram till 1970-talet färgtillverkaren Beckers, därav namnet Färgfabriken.

## Verksamhetens innehåll
Färgfabriken har ambitionen att arbeta gränsöverskridande och experimentellt med fokus på aktuella samhällsfrågor. Sedan starten 1995 har man ställt ut en lång rad samtida svenska och internationella konstnärer, bland andra Maurizio Cattelan, Nathalie Djurberg, David Byrne, Heri Dono, Marianne Lindberg De Geer och Niki Lindroth von Bahr.
Färgfabriken deltar även i ett flertal multidisciplinära projekt på nationell och internationell nivå. Projekten involverar forskare, samhällsutvecklare och konstnärer och har manifesterats i seminarier, utställningar och aktiviteter inom områden som hållbar stadsplanering och miljöhumaniora.
Sedan 2001 producerar Färgfabriken årligen en separatutställning med mottagaren av Beckers konstnärsstipendium, ett stipendium som delas ut av Lindéngruppen AB till en ung och lovande konstnär.

## Verksamhetsform och finansiering
Verksamheten drivs som en politisk och religiöst obunden stiftelse och finansieras genom medel som söks från bland annat Kulturrådet, Stockholms stad, Region Stockholm och EU. Huvudsponsor är Lindéngruppen AB. Ordförande i styrelsen är Jenny Lindén Urnes.
Stiftelsen bildades 1995 av Alcro-Beckers AB, ColArt Sweden AB och SAR (Svenska Arkitekters Riksförbund, nuvarande Sveriges Arkitekter). Åren 1996–2008 var Jan Åman chef, därefter har chefsfunktionen delats av Joachim Granit (konstnärlig ledare) och Pernilla Lesse (verksamhetschef).

## Byggnaden
Konsthallen är inrymd i den kulturminnesmärkta Palmcrantzska fabriken från 1889. Huset byggdes på initiativ av uppfinnaren och industrimannen Helge Palmcrantz, som förlade sin civila produktion, av bland annat skördetröskor, såmaskiner och Sveacykeln, hit. År 1902 tog färgfirman Wilhelm Becker över huset, som blev Beckers färgfabrik. Tillverkning pågick i huset fram till 1970-talet och efter det användes delar av huset som lagerlokal. I mitten av 1990-talet påbörjades och genomfördes en omfattande renovering och 1995 slog Färgfabriken upp dörrarna till sin första utställning. Byggnaden ägs idag av Lindéngruppen AB.

## Färgfabriken Norr
Mellan april 2008 och januari 2011 drev Färgfabriken filialen Färgfabriken Norr i Östersund. Projektet drevs i samarbete med Jämtlands läns landsting och var delvis EU-finansierat. Denna konsthall övertogs i januari 2011 av Jämtlands läns landsting och bytte namn till Exercishallen Norr.